# Bert Boeren
Bert Boeren (Vught, 11 maart 1962) is een Nederlandse jazztrombonist en leraar.
Boeren ging trombone spelen toen hij zestien was. In 1981 ging hij naar het conservatorium in Utrecht en in 1983 naar het conservatorium in Hilversum, waar hij jazz studeerde onder Bart van Lier. Tijdens zijn studie in Hilversum deed hij mee aan workshops onder leiding van trombonist Bob Brookmeyer, saxofonist Frank Foster, Bill Holman, Mel Lewis en Jerry van Rooyen.
Hij was solist op het Nordring Festival in Boedapest (1989), vertegenwoordigde Nederland in 1990 in de European Broadcasting Union Big band in Oostenrijk en was in 1991 solist tijdens de European Radioweek in Straatsburg.
Boeren toerde als solist en als lid van verschillende bands, waaronder de Eurojazz Big Band, the Swingcats, de Dutch Swing College Band (waarmee hij 13 cd's opnam), de bigband van Brookmeyer en Bart's Bones. In 1992 speelde hij als solist op het Classical Jazz Festival in Palm Springs. In 2000 speelde hij met Doe Maar tijdens hun reünie-concerten. Ook begeleidde hij Mathilde Santing tijdens haar theatertour in 2001. Verder speelde Boeren met jazzmusici als Clark Terry, Arnett Cobb, Toots Thielemans, Scott Hamilton en Denise Jannah.
Van 2003 tot 2007 was hij lid van het Jazz Orchestra of the Concertgebouw en de Frits Landesbergen Baileo Big Band. Hij speelt nu in Compaz en de Masters of Swing.
Boeren heeft ook lesgegeven aan verschillende conservatoria: in Rotterdam (1987-1990) en Den Haag (1988-1991). Sinds 2002 is hij gastdocent aan het conservatorium voor jazz-muziek in Amsterdam.

## Discografie (selectie)
- Live In London (The Rath Pack, met onder meer de trombonisten Mark Nightingale en Marc Godfroid), 2004